# Bellevue (Idaho)
Bellevue és una població dels Estats Units a l'estat d'Idaho. Segons el cens del 2000 tenia 1.876 habitants.

## Demografia
Segons el cens del 2000, Bellevue tenia 1.876 habitants, 679 habitatges, i 486 famílies. La densitat de població era de 608,7 habitants per km².
Dels 679 habitatges en un 38% hi vivien nens de menys de 18 anys, en un 55,2% hi vivien parelles casades, en un 9,4% dones solteres, i en un 28,4% no eren unitats familiars. En el 19,6% dels habitatges hi vivien persones soles el 4,6% de les quals corresponia a persones de 65 anys o més que vivien soles. El nombre mitjà de persones vivint en cada habitatge era de 2,75 i el nombre mitjà de persones que vivien en cada família era de 3,12.
Per edats la població es repartia de la següent manera: un 27,6% tenia menys de 18 anys, un 9,8% entre 18 i 24, un 35,4% entre 25 i 44, un 21,3% de 45 a 60 i un 6% 65 anys o més.
L'edat mediana era de 33 anys. Per cada 100 dones de 18 o més anys hi havia 111,7 homes.
La renda mediana per habitatge era de 45.438 $ i la renda mediana per família de 49.276 $. Els homes tenien una renda mediana de 33.056 $ mentre que les dones 24.583 $. La renda per capita de la població era de 19.094 $. Aproximadament el 6,7% de les famílies i el 7,8% de la població estaven per davall del llindar de pobresa.

## Poblacions més properes
El següent diagrama mostra les poblacions més properes.